# Hiboka
Hiboka es un género monotipo de Idiopidae del este de África que posee una sola especie descripta, Hiboka geayi. Fue descripta por L. Fage en 1922, y únicamente habita en Madagascar. Originalmente fue ubicada en Ctenizidae, pero en 1985 fue mudada a Idiopidae.